# 臺灣省二級行政區列表

現行臺灣省二級行政區行政區劃圖

目前，中華民國臺灣省法理上轄有11縣、3市，共14個二級行政區。
目前臺灣省面積最大和最小的二級行政區分別為花蓮縣和嘉義市，面積分別為4,628.57平方公里和60.02平方公里；人口數最多和最少的二級行政區分別為彰化縣和澎湖縣，截至2023年9月底二縣人口數分別為1,240,871人和107,701人；人口密度最大跟最小的二級行政區分別為嘉義市和臺東縣，人口密度分別為每平方公里4,380人和每平方公里60人；下轄三級行政區數最多和最少的二級行政區分別為屏東縣和嘉義市，分別轄有33個三級行政區（29鄉、3鎮、1市）和僅僅2個三級行政區（2區）；澎湖縣是唯一全境被海洋包圍的二級行政區，南投縣及嘉義市則是唯二全境被陸地包圍的二級行政區。此外，基隆市被直轄市新北市包圍，為臺灣省唯一一塊外飛地。

## 簡史
臺灣省的行政區劃史可追溯至荷蘭及西班牙統治時期。1626年，西班牙在臺灣北部建立殖民地艾爾摩莎（Hermosa），將所轄地域劃分為淡水（Tamchui）、噶瑪蘭（Cabaran）及哆囉滿（Turoboan）3個省區；荷蘭則於1624年在臺灣南部建立殖民地福爾摩沙（Formosa），並在雞籠之戰擊敗西班牙人、佔領臺灣北部後，將全臺劃分為北部、南部、淡水及卑南4個地方會議區域。1661年（永曆十五年），延平王鄭成功擊敗荷蘭人，佔領臺灣；初設承天府、天興縣及萬年縣等1府2縣，號為「東都」；後鄭成功之子鄭經於1664年（永曆十八年）改東都為東寧，升天興縣與萬年縣為州，並加設澎湖安撫司、南部安撫司及北部安撫司等安撫司，共1府2州3司。
1683年（康熙二十二年），大清康熙皇帝派施琅率兵攻打臺灣，鄭經之子鄭克塽在澎湖海戰失敗後向施琅投降。1684年（康熙二十三年），設立臺灣府，隸屬福建省分巡臺廈兵備道，下轄臺灣、鳳山、諸羅3縣:55；歷經多次變動，至1727年（雍正五年）共轄4縣2廳、1845年（道光十五年）共轄4縣3廳、1875年（光緒元年）增設臺北府後全臺共劃為8縣4廳；1885年朝廷敕命臺灣建省，預定轄2府8縣4廳；1887年（光緒十三年）正式建省，名稱為福建臺灣省，下轄臺北府、臺灣府、臺南府（原臺灣府）等3府，共11縣3廳，並有臺東1個直隸州:85；1894年（光緒二十年）增設南雅廳後，福建臺灣省轄區增至3府11縣4廳1直隸州。
由於在甲午戰爭中戰敗，清政府於1895年（光緒二十一年、明治二十八年）簽訂《馬關條約》，將臺灣、澎湖等島嶼割讓予日本。日治初期將全臺劃為3縣1廳:156. 158，之後歷經多次變動，包括於1901年（明治三十四年）將縣制改為廳制，將當時全臺共3縣4廳重劃為20廳；至1920年（大正九年）7月實施地方制度改正，調整行政區劃為5州2廳，1926年（大正十五年）增設澎湖廳，此後便維持5州3廳的建制至日治時期結束。此外，1920年7月後新設州轄市制度，至日治時期結束前共設有11市。
1945年（民國34年）中華民國國民政府（1948年改制為中華民國政府）接管臺灣，設置臺灣省，並改日治時期各州廳市為8縣9市。1949年（民國38年），析臺北縣置草山管理局:138。1950年（民國39年）4月，草山管理局改名為陽明山管理局:138. 139；8月，行政區劃進行大幅改制，析置縣分，並將部分省轄市降格為縣轄市。調整後，臺灣省共轄16縣5市1管理局。1956年（民國45年），臺灣省省會自臺北市遷至臺中縣，旋遷南投縣中興新村至今。1967年（民國56年），臺北市升格為直轄市，脫離臺灣省管轄範圍，臺灣省轄區減為16縣4市1管理局。1968年，臺北縣部分區域及陽明山管理局劃歸臺北市，臺灣省轄區減為16縣4市:140。1973年（民國62年），析臺中縣置梨山建設管理局，臺灣省恢復16縣4市1管理局建制。1979年（民國68年），高雄市升格為直轄市；1981年（民國70年），梨山建設管理局降格為管理所，劃歸臺灣省交通處管轄；1982年（民國71年），析新竹縣置新竹市，析嘉義縣設嘉義市。此時臺灣省共轄16縣5市。
1998年（民國87年），中央政府依第四次修憲結果進行省制虛級化，臺灣省政府因而遭到縮編，成為行政院的派出機關，政策制定與人事任命權均由中央掌握；至於原屬省政府管轄的縣、市等地方各級政府則改由中央政府直接管轄，並以內政部為主要監理機關，各縣、市僅在行政區劃上仍隸屬於省。此後，臺灣省不再實際管轄各二級行政區。2010年（民國99年），臺北縣、臺中縣、臺中市、臺南縣、臺南市及高雄縣等縣市分別經單獨升格或合併升格為直轄市，臺灣省轄區減為12縣3市；2014年（民國103年），桃園縣亦升格為直轄市，臺灣省轄區再減為11縣3市。2018年（民國107年），時任行政院院長賴清德進一步決議省級機關去任務化、預算歸零，所存省級行政組織及業務完全移交中央政府；7月，臺灣省政府之行政組織及業務移交予國家發展委員會，中央政府此後也不再任命行政首長，臺灣省實質上宣告解散，僅於法理上保留地位。

## 列表
註：本章節表列之區域代碼係為戶役政資訊系統資料代碼，而非已停止適用之中華民國各省（市）縣（市）行政區域代碼或中華民國行政區域及村里代碼，資料來自內政部戶政司；縣市旗、縣市徽及下轄三級行政區數資料來自內政部及各地方政府官網；面積、人口數及人口密度資料來自內政部統計處發行之《內政統計月報》（採計2023年9月底數據），面積的單位是平方公里（取至小數點下第4位），人口的單位是人，人口密度的單位則是人/平方公里（取至小數點下第2位）。

### 縣
臺灣省共有11個縣。
| 名稱   | 區域代碼 | 縣旗       | 縣徽       | 面積       | 人口數    | 人口密度 | 下轄三級行政區數     | 政府所在地 | 地圖 |
| ------ | -------- | ---------- | ---------- | ---------- | --------- | -------- | -------------------- | ---------- | ---- |
| 宜蘭縣 | 10002    | 宜蘭縣縣旗 | 宜蘭縣縣徽 | 2,143.6251 | 450,031   | 209.94   | 12（8鄉、3鎮、1市）  | 宜蘭市     |      |
| 新竹縣 | 10004    | 新竹縣縣旗 | 新竹縣縣徽 | 1,427.5369 | 588,183   | 412.03   | 13（9鄉、3鎮、1市）  | 竹北市     |      |
| 苗栗縣 | 10005    | 苗栗縣縣旗 | 苗栗縣縣徽 | 1,820.3149 | 535,011   | 293.91   | 18（11鄉、5鎮、2市） | 苗栗市     |      |
| 彰化縣 | 10007    | 彰化縣縣旗 | 彰化縣縣徽 | 1,074.3960 | 1,240,871 | 1,154.95 | 26（18鄉、6鎮、2市） | 彰化市     |      |
| 南投縣 | 10008    | 南投縣縣旗 | 南投縣縣徽 | 4,106.4360 | 477,691   | 116.33   | 13（8鄉、4鎮、1市）  | 南投市     |      |
| 雲林縣 | 10009    | 雲林縣縣旗 | 雲林縣縣徽 | 1,290.8326 | 660,545   | 511.72   | 20（14鄉、5鎮、1市） | 斗六市     |      |
| 嘉義縣 | 10010    | 嘉義縣縣旗 | 嘉義縣縣徽 | 1,903.6367 | 485,410   | 254.99   | 18（14鄉、2鎮、2市） | 太保市     |      |
| 屏東縣 | 10013    | 屏東縣縣旗 | 屏東縣縣徽 | 2,775.6003 | 796,114   | 286.83   | 33（29鄉、3鎮、1市） | 屏東市     |      |
| 臺東縣 | 10014    | 臺東縣縣旗 | 臺東縣縣徽 | 3,515.2526 | 211,681   | 60.22    | 16（13鄉、2鎮、1市） | 臺東市     |      |
| 花蓮縣 | 10015    | 花蓮縣縣旗 | 花蓮縣縣徽 | 4,628.5714 | 317,881   | 68.68    | 13（10鄉、2鎮、1市） | 花蓮市     |      |
| 澎湖縣 | 10016    | 澎湖縣縣旗 | 澎湖縣縣徽 | 126.8641   | 107,701   | 848.95   | 6（5鄉、1市）        | 馬公市     |      |

### 市
臺灣省共有3個市（又稱為省轄市）。
| 名稱   | 區域代碼 | 市旗       | 市徽       | 面積     | 人口數  | 人口密度 | 下轄三級行政區數 | 政府所在地 | 地圖 |
| ------ | -------- | ---------- | ---------- | -------- | ------- | -------- | ---------------- | ---------- | ---- |
| 基隆市 | 10017    | 基隆市市旗 | 基隆市市徽 | 132.7589 | 362,548 | 2,730.88 | 7（7區）         | 中正區     |      |
| 新竹市 | 10018    | 新竹市市旗 | 新竹市市徽 | 104.1526 | 455,510 | 4,373.49 | 3（3區）         | 北區       |      |
| 嘉義市 | 10020    | 嘉義市市旗 | 嘉義市市徽 | 60.0256  | 263,750 | 4,393.96 | 2（2區）         | 東區       |      |

## 圖集

臺灣省部分二級行政區圖集
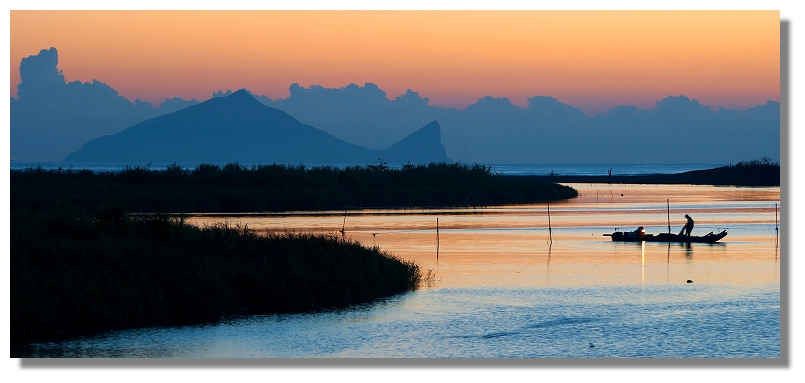
宜蘭縣蘭陽溪、冬山河出海口晨曦
新竹縣工研院中興院區俯瞰全景
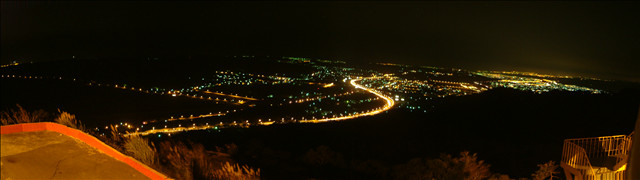
苗栗縣銅鑼鄉雙峰山夜景
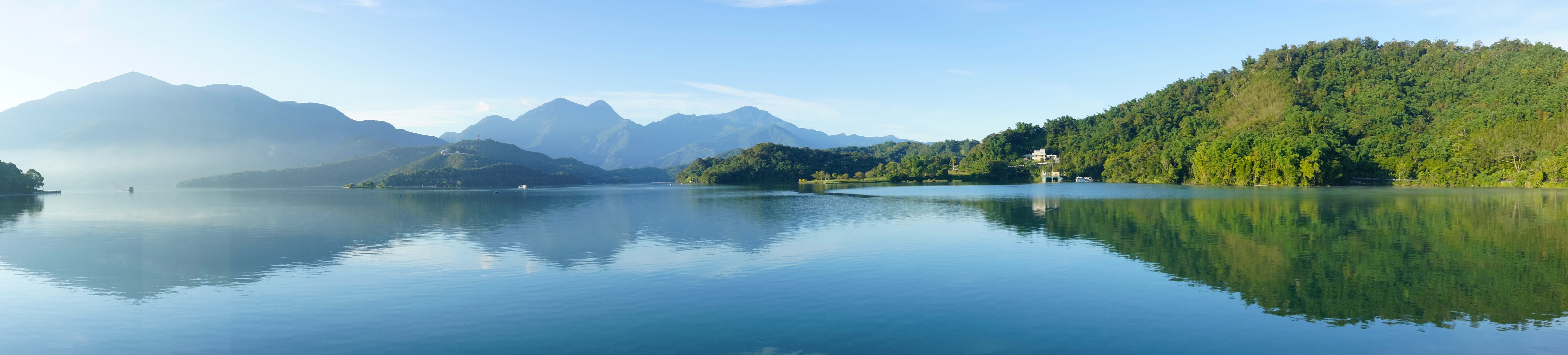
南投縣日月潭晨間景色
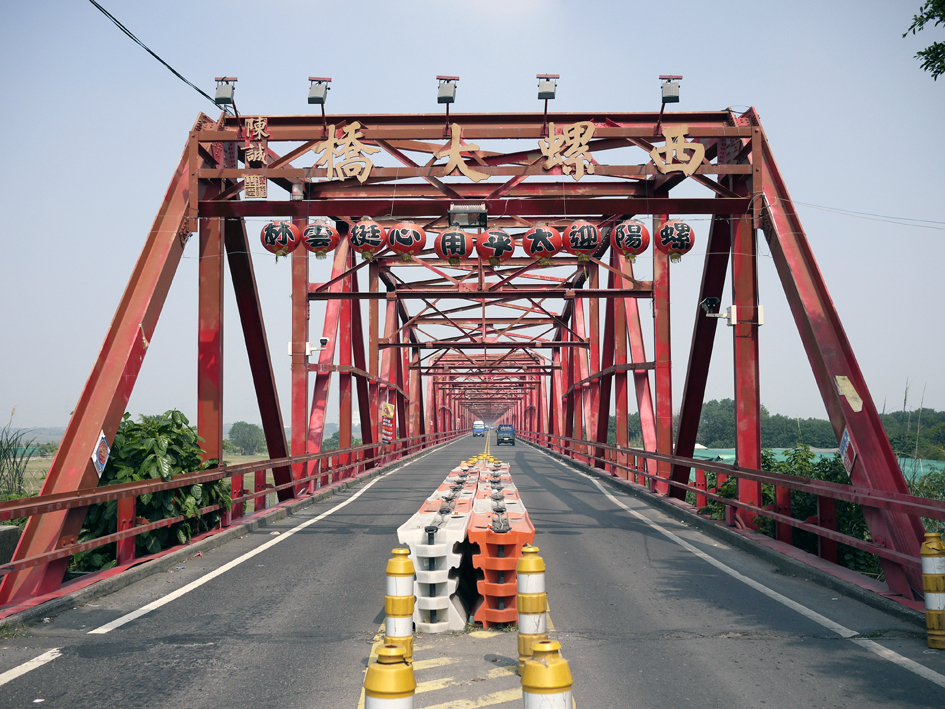
橫跨彰化縣和雲林縣的西螺大橋
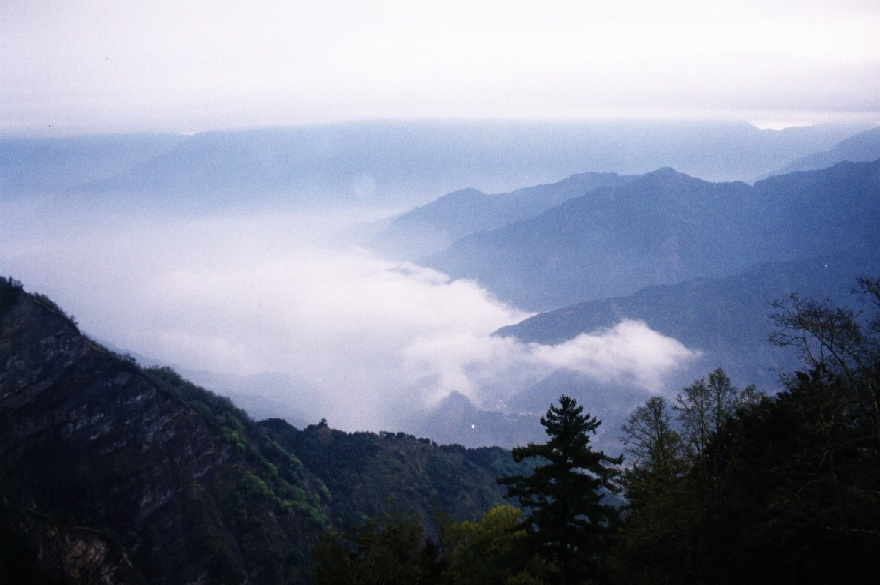
嘉義縣阿里山鄉雲海一景
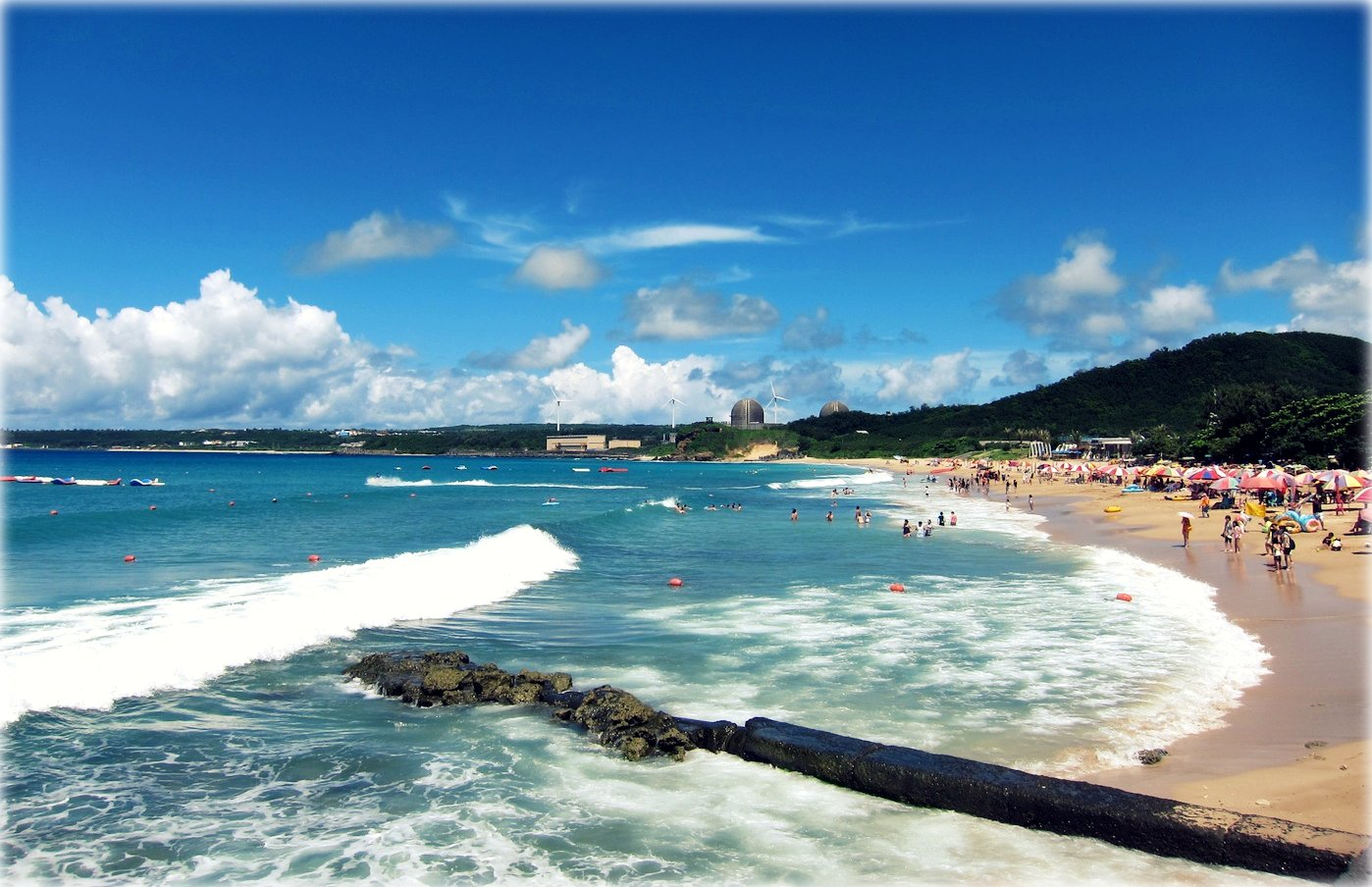
屏東縣墾丁國家公園南灣海灘
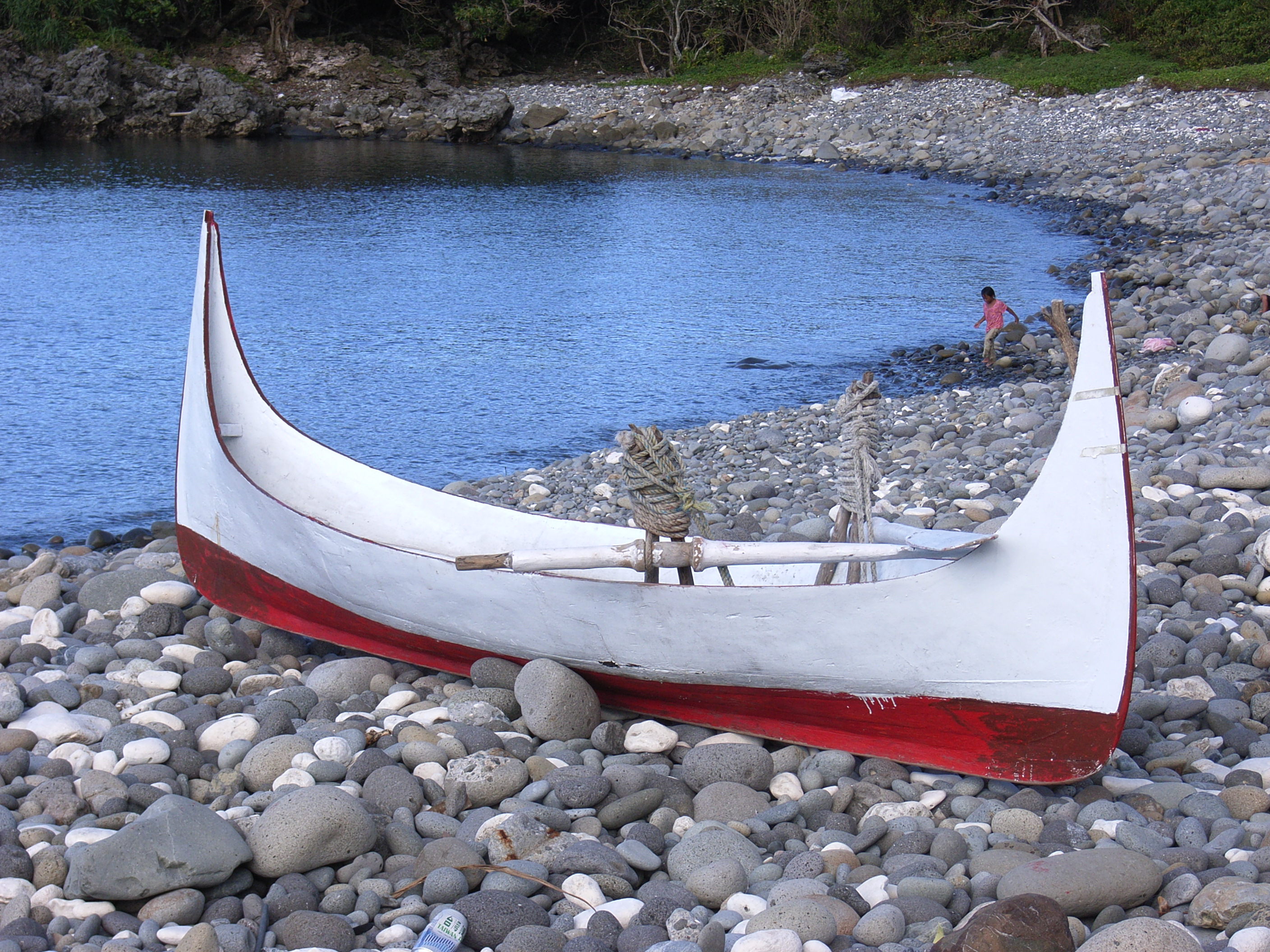
一艘達悟族拼板舟
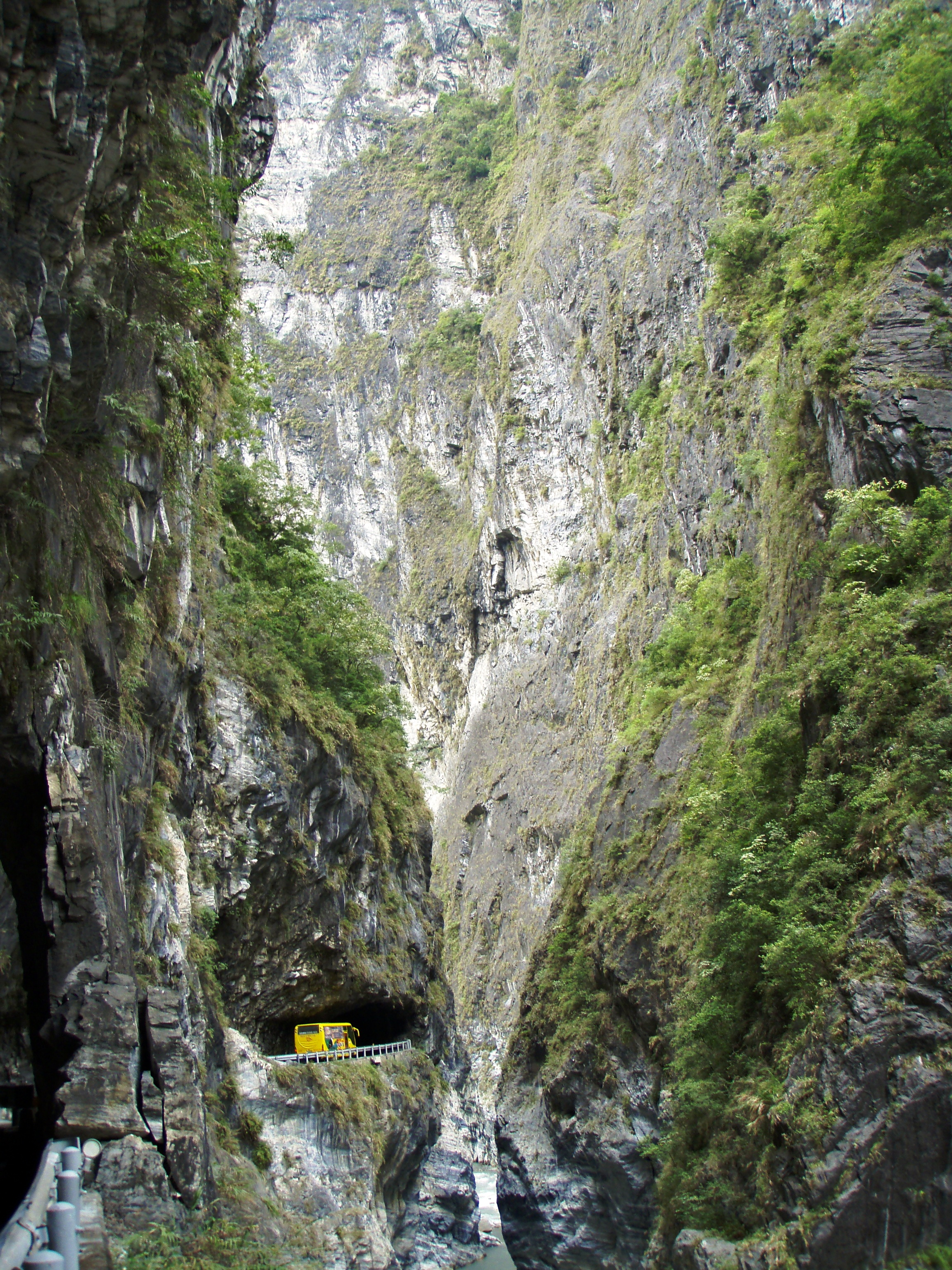
花蓮縣太魯閣峽谷
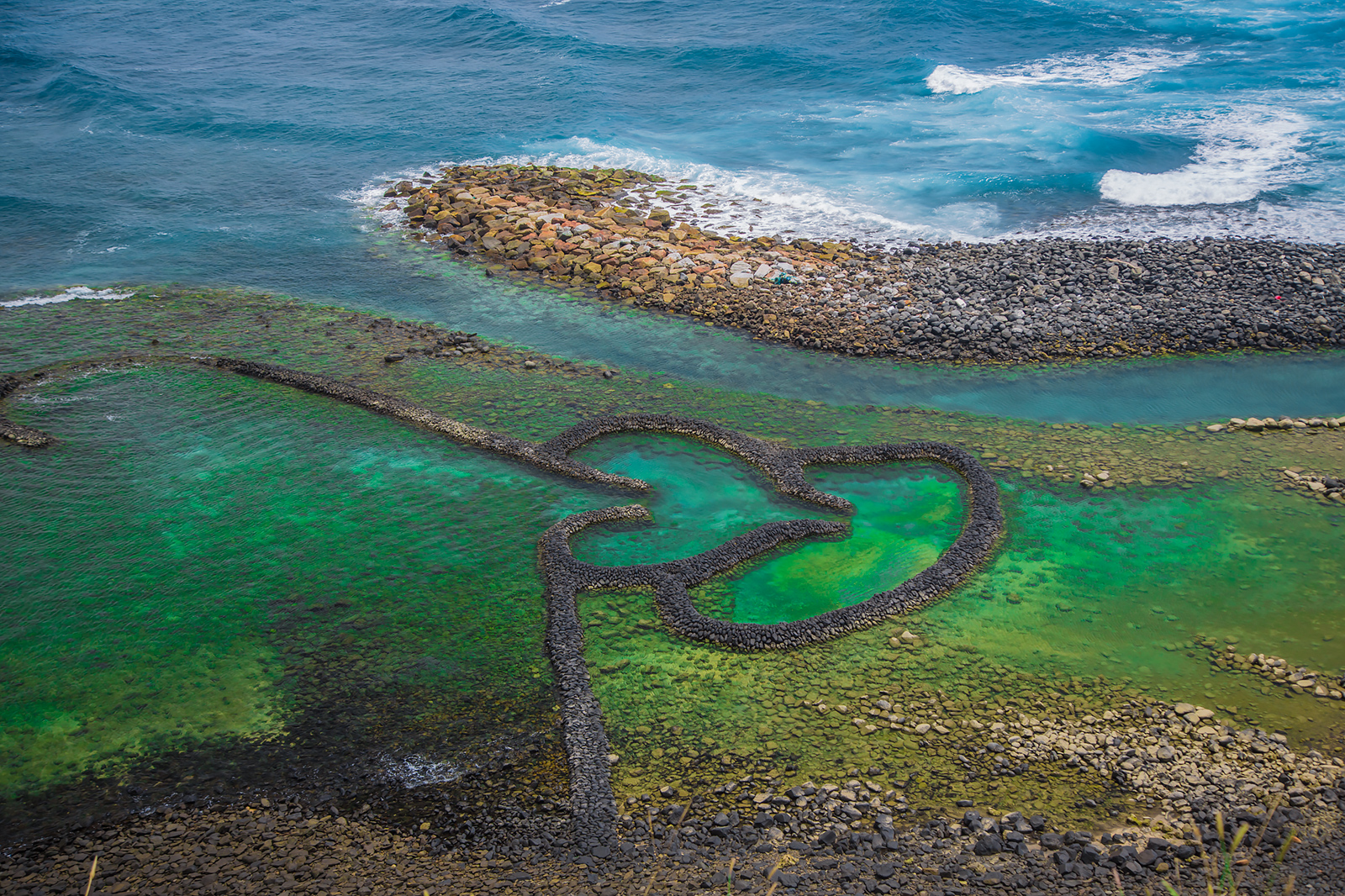
澎湖縣七美鄉雙心石滬
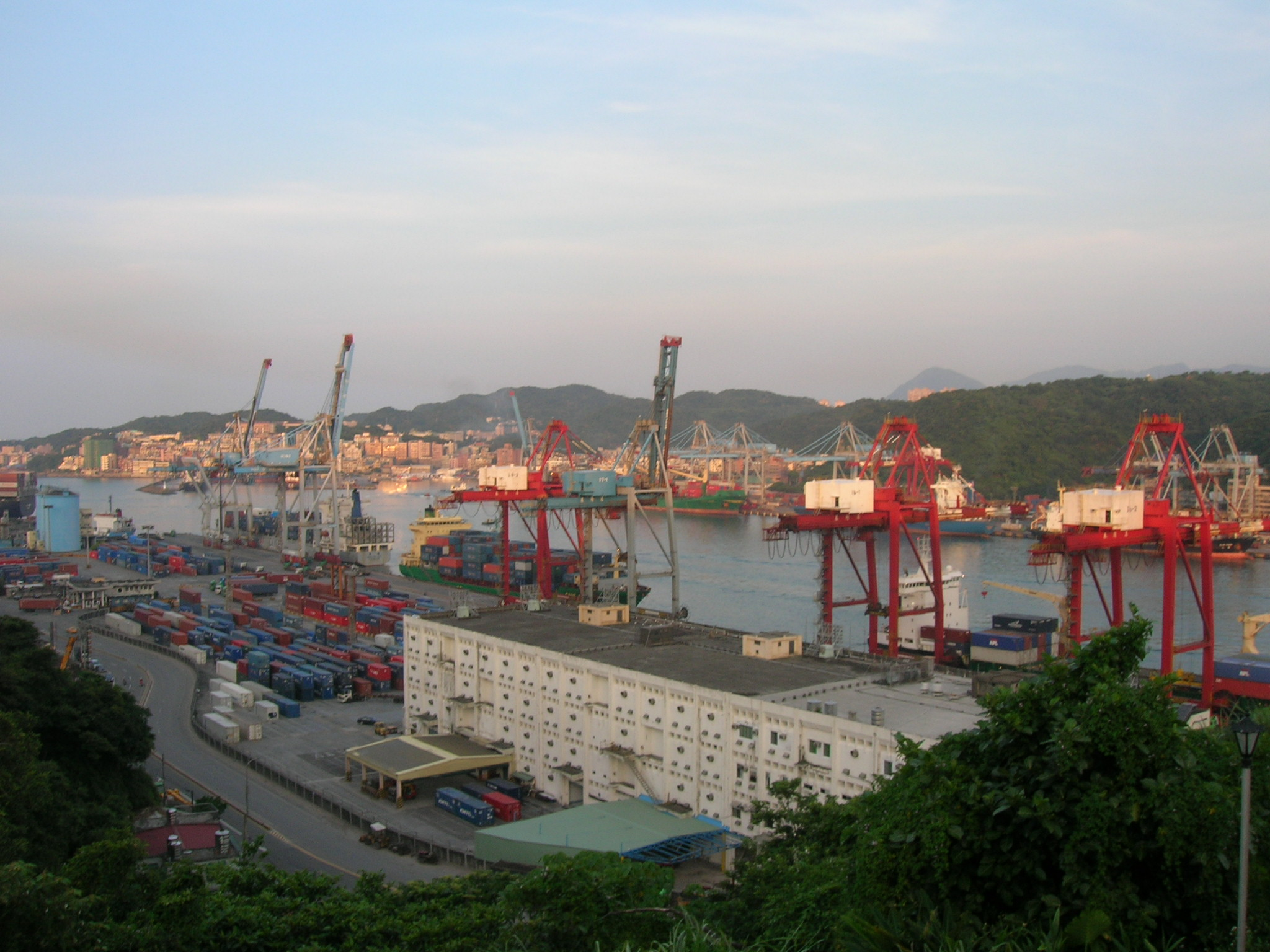
基隆市基隆港西岸碼頭
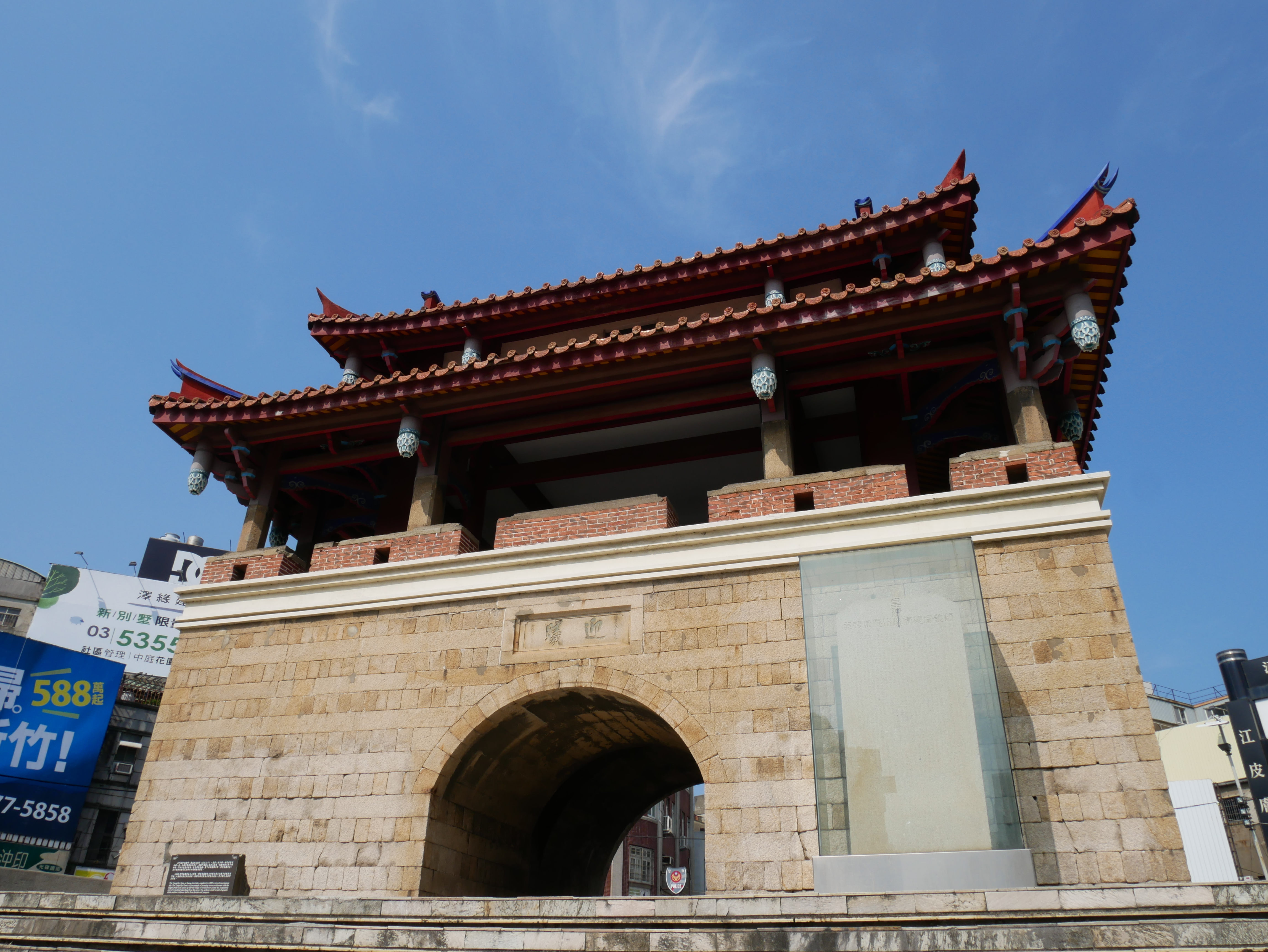
新竹市淡水廳城東門舊址
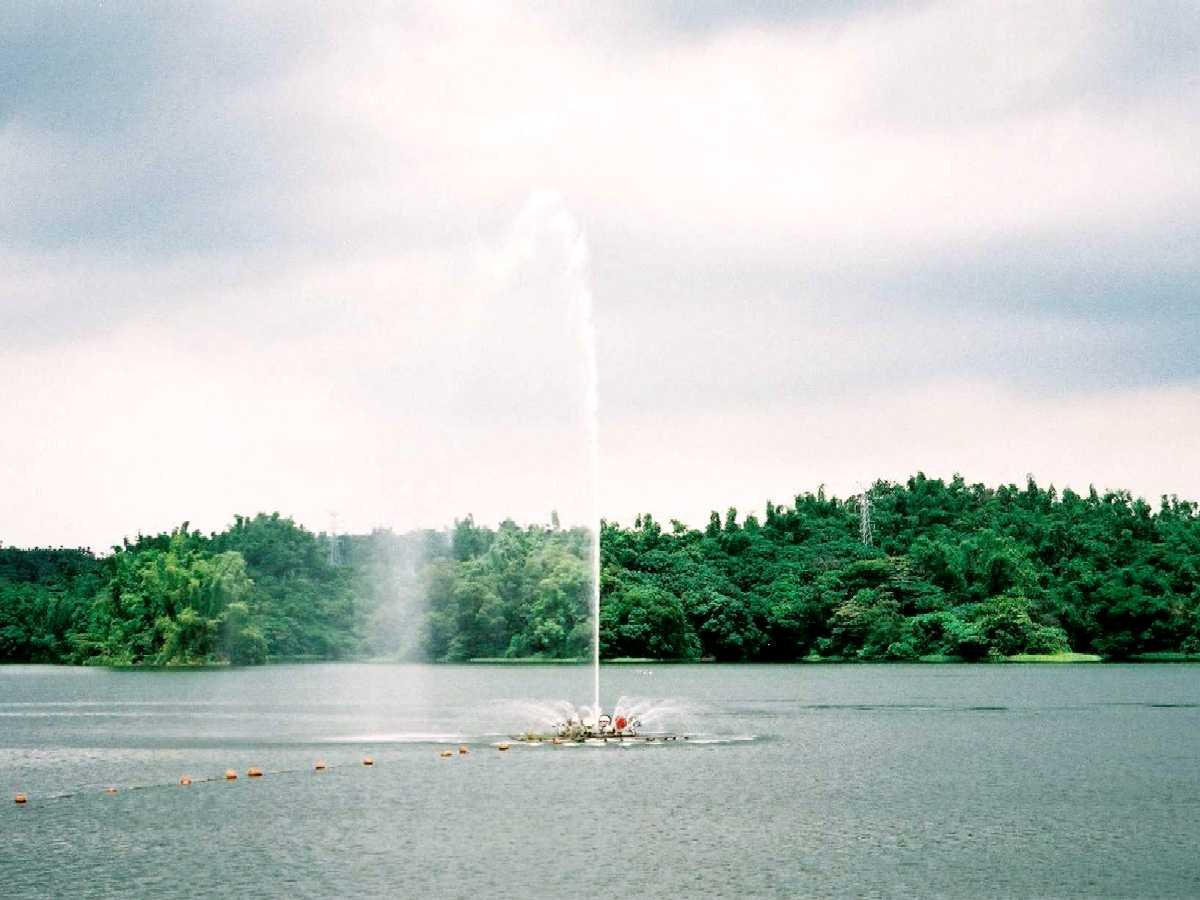
嘉義市蘭潭水庫噴泉

## 外部連結
- 中華民國政府機關網址索引 （页面存档备份，存于） （繁體中文）
- 國家圖書館 政府公報資訊網 （页面存档备份，存于） （繁體中文）
- 中央研究院 臺灣歷史文化地圖 （页面存档备份，存于） （繁體中文）